# العلاقات المالديفية الوسط إفريقية
العلاقات المالديفية الوسط أفريقية هي العلاقات الثنائية التي تجمع بين المالديف وجمهورية أفريقيا الوسطى.

## مقارنة بين البلدين
هذه مقارنة عامة ومرجعية للدولتين:
| وجه المقارنة                                              | المالديف       | جمهورية أفريقيا الوسطى      |
| --------------------------------------------------------- | -------------- | --------------------------- |
| المساحة (كم2)                                             | 298            | 622.98 ألف                  |
| عدد السكان (نسمة)                                         | 436.33 ألف     | 4.66 مليون                  |
| الكثافة السكانية (ن./كم²)                                 | 146.42 ألف     | 7.48                        |
| العاصمة                                                   | ماليه          | بانغي                       |
| اللغة الرسمية                                             | اللغة الديفهي  | لغة فرنسية، اللغة السانغوية |
| العملة                                                    | روفيه مالديفية | فرنك وسط أفريقي             |
| الناتج المحلي الإجمالي (بليون دولار)                      | 4.60 مليار     | 1.95 مليار                  |
| الناتج المحلي الإجمالي (تعادل القوة الشرائية) بليون دولار | 5.23 مليار     | 3.03 مليار                  |
| الناتج المحلي الإجمالي الاسمي للفرد دولار أمريكي          | 8.39 ألف       | 323                         |
| الناتج المحلي الإجمالي للفرد دولار أمريكي                 | 12.53 ألف      | 594                         |
| مؤشر التنمية البشرية                                      | 0.706          | 0.350                       |
| رمز المكالمات الدولي                                      | +960           | +236                        |
| رمز الإنترنت                                              | .mv            | .cf                         |
| المنطقة الزمنية                                           | ت ع م+05:00    | ت ع م+01:00                 |

## منظمات دولية مشتركة
يشترك البلدان في عضوية مجموعة من المنظمات الدولية، منها:
| علم المنظمة | اسم المنظمة                        | تاريخ انضمام المالديف | تاريخ انضمام جمهورية أفريقيا الوسطى |
| ----------- | ---------------------------------- | --------------------- | ----------------------------------- |
|             | مؤسسة التنمية الدولية              | 13 يناير 1978         | 27 أغسطس 1963                       |
|             | يونسكو                             | 18 يوليو 1980         | 11 نوفمبر 1960                      |
|             | وكالة ضمان الاستثمار متعدد الأطراف | 19 مايو 2005          | 8 سبتمبر 2000                       |
|             | الأمم المتحدة                      | 21 سبتمبر 1965        | 20 سبتمبر 1960                      |
|             | الاتحاد البريدي العالمي            | ?                     | ?                                   |
|             | البنك الدولي للإنشاء والتعمير      | 13 يناير 1978         | 10 يوليو 1963                       |
|             | الاتحاد الدولي للاتصالات           | 28 فبراير 1967        | 2 ديسمبر 1960                       |
|             | منظمة حظر الأسلحة الكيميائية       | ?                     | ?                                   |
|             | مؤسسة التمويل الدولية              | 2 فبراير 1983         | 1 أبريل 1991                        |
|             | منظمة التجارة العالمية             | ?                     | ?                                   |
|             | منظمة الشرطة الجنائية الدولية      | ?                     | ?                                   |

## وصلات خارجية
- موقع وزارة الخارجية المالديفية